# Calophyllum tacamahaca
Calophyllum tacamahaca é uma espécie de planta da família Calophyllaceae. Seu óleo é usado como componente de formulações para cuidados com a pele. Foi relatada a ocorrência de dermatite de contato com o uso do óleo.